# Nederlandse (inter)nationale themadagen en -weken
Dit artikel geeft een overzicht van erkende (inter)nationale themadagen en -weken in Nederland vanuit internationaal verband (Verenigde Naties, Europees verband (Europese Unie, Raad van Europa), Koninkrijksverband (de Europese en Caribische delen van het Koninkrijk der Nederlanden) en nationaal verband (Nederlandse overheid, niet-gouvernementele organisaties (ngo's).
(De themadagen en -weken dienen niet verward te worden met de feest- en gedenkdagen.)

## Overzicht per maand

### Januari
- 1 – Internationale Dag van de Vrede — ook 21 september
- 4 – Brailledag
- 13 – Internationale Dag van AMBER Alert
- 14 – Werelddag van de migranten en vluchtelingen (ondersteund door de Rooms-Katholieke Kerk (Heilige Stoel, Vaticaanstad))
- 15-21 – 3e zaterdag – Nationale Tulpendag
- 20 – Dag van de Eerste Lijn
- 24 – Pindakaasdag[1]
- 27 – The Holocaust Memorial Day (Verenigde Naties), in Nederland doorgaans op de laatste zondag van januari herdacht.
- 28 – Privacydag
- 29 – Dag van het vergeten kind[2]
- laatste zondag – Wereldlepradag (World Leprosy Day), sinds 1954
- laatste donderdag – Gedichtendag, het begin van de achtdaagse Poëzieweek

### Februari
- 4 – Wereldkankerdag
- 4 – Nationale Frikandellendag[3]
- 8-14 – 2e maandag – Internationale Epilepsiedag
- 14 – Valentijnsdag (aandacht voor geliefden met cadeautjes, bloemen of kaarten)
- 1-14 – 1e of 2e vrijdag in februari – Dikketruiendag of Warmetruiendag (de nationale jaarlijkse energiebespaardag op of rond 10 februari ter gelegenheid van het Kyoto-protocol, dat in 2005 in werking trad)[4]
- 15 – Wereldkinderkankerdag
- 20 – Dag van het geweldloos verzet
- 21 –  Internationale Moedertaaldag (UNESCO)
- 22 – Europese dag van het slachtoffer
- 27 – Internationale dag van de ijsbeer
- 27 – Nationale Pokémondag
- 28 of 29 –  Europese Dag van de Zeldzame Ziekten

### Maart
- 1 – Nationale Complimentendag
- 1-7 – 1e vrijdag – Wereldgebedsdag vanuit Christelijke Kerk
- 6 – Dag van de Logopedie
- 8 – Internationale Vrouwendag
- 14 – Pi-dag, genoemd naar het getal pi, wordt gevierd door wiskundigen en belangstellenden voor wiskunde
- 14-20 – 2e woensdag – Biddag voor Gewas en Arbeid – (vanuit protestants-christelijke traditie)
- 14-20 – 2e donderdag in maart – World Kidney Day
- 15-21 – 3e week – Nationale week van Zorg en Welzijn, voorafgaand aan de landelijke Open Dag van Zorg en Welzijn
- 15-21 – 3e woensdag – Nationale Boomfeestdag, sinds 1957 door Stichting Nationale Boomfeestdag, voorheen Landelijk Comité Boomplantdag — in sommige gemeenten ook wel gehouden in het najaar op of rond 21 september, de eerste dag van de herfst
- 15-21 – 3e donderdag – Dag van de Leerplicht (ingesteld in 2004 door het Ministerie van OCW)
- 15-21 – 3e vrijdag en zaterdag – NL Doet, Vrijwilligersdag, opvolger van MADD (Make A Difference Day)
- 15-21 – 3e zaterdag – Open Dag van Zorg en Welzijn sinds 2000, instellingen in zorg en welzijn openen hun deuren
- 17 – Internationale Dag van de Slaap[5]
- 18 – Arubadag, Nationale Feestdag van Aruba (sinds 18 maart 1948 (petitie)/1976 (dag van vlag en volkslied)/1 januari 1986 (status aparte))
- 20 – Internationale Dag van het Geluk
- 21 – Internationale Dag voor de Uitbanning van Rassendiscriminatie
- 21 –  Wereldpoëziedag (vanuit UNESCO)
- 21 – Werelddownsyndroomdag
- 21 – Wereldpoppenspeldag
- 22-28 – 4e week – Boekenweek (Boekentiendaagse) (sinds 1932)
- 22 –  Wereldwaterdag (in 1992 ingesteld door Verenigde Naties en ondersteund door Stichting Daily Water)
- 22 – Internationale Zeehondendag
- 23 – Wereld Meteorologie-dag
- 24 – Wereldtuberculosedag (ingesteld door Wereldgezondheidsorganisatie, de WHO)
- 25-31 – laatste vrijdag in maart (of voorlaatste vrijdag) – Nationale Pannenkoekdag. In 2013 bij wijze van uitzondering op vrijdag 15 maart.
- 27-31 – Week van het geld
- 31 – Internationale Dag van Transgendervisibiliteit
- eind maart, begin april – Week van de Psychiatrie

### April
- 1-7 – 1e donderdag – Wandel naar je Werk-dag
- 2 – Wereld Autismedag
- 4 – Wereld Zwerfdierendag
- 6 – Wereld Tafeltennisdag
- 7 – Wereldgezondheidsdag (WHO)
- 2e en 3e week –  Nationale Sportweek: sinds 2004 in Nederland op initiatief van en ondersteund door NOC*NSF, KVLO, Ver. Sport & Gemeenten, Mitex, FGHS
- 8 – Wereld-Romadag
- 11 – Wereld Parkinsondag
- 12 – Internationale Dag van de Ruimtevaart
- 18 – Europese Dag van de Rechten van de Patiënt
- 14-20 – 3e woensdag – Dag van de fietshelm
- 14-20 – 3e donderdag – Secretaressedag (in Benelux)
- 19 – Dag van de Ingenieur, ingesteld door het Koninklijk Instituut Van Ingenieurs (KIVI)
- 19 – Landelijke Dag tegen Pesten
- 20 – Internationale Marihuana Dag
- 22 –  Dag van de Aarde – sinds 1970 in Verenigde Staten en sinds 2004 in Nederland
- 23 –  Wereldboekendag (UNESCO)
- 24 – Proefdierendag
- 25 – Wereld DNA-dag[6]

### Mei
- 1-7 – 1e zaterdag – Internationale dag van het naakt tuinieren
- 1 – Dag van de Arbeid
- 1 – Dag van de couveuseouders
- 3 –  Internationale Dag van de Persvrijheid (erkend door UNESCO)
- 4 – Wereld Astma Dag
- 4 – Star Wars-dag
- 6 – Dag van het Vrije Woord
- 6 – Internationale Anti-Dieetdag (in 1992 als reactie op dood van een meisje dat er niet tegen kon dat ze zo dik was), ondersteund door Nederlandse Obesitas-vereniging
- 8-14 – 2e zondag – Moederdag
- 8-14 – 2e zaterdag – Dag van Eerlijke Handel
- 8-14 – 2e zaterdag – Nationale Molendag gecombineerd met Landelijke Fietsdag
- 8 – Internationale Dag van het Rode Kruis en de Rode Halve Maan
- 8 – Vanaf 2009: Herdenken Koninginnedagdrama Apeldoorn 30-04-2009. Tevens dag van statement met als thema: Geen terrorist pakt nationale feestdag in Nederland af.
- 9 –  Europadag
- 12 – Vroedvrouwendag
- 12 – Dag van de Verpleging (geboortedag van Florence Nightingale)
- 15-21 – 3e week – Week van het Huisdier
- 15 – Internationale Dag van het Gezin
- 16 – Internationale Coeliakie-dag
- 15-21 – 3e woensdag – Dag van de dierenhulpverlener
- 17 – Werelddag van de Telecommunicatie (ingesteld en ondersteund door Internationale Telecommunicatie-unie (ITU))
- 17 – Internationale Dag tegen Homofobie en Transfobie
- 20 –  Annie M.G. Schmidt-dag (geboortedag Annie M.G. Schmidt)
- 22-28 – 4e zaterdag – Dag van de Kunstenaar
- 25 – Towel Day of Handdoekdag
- 25 mei – Dag van Afrika
- 26 – Dag van het gescheiden kind
- 25-31 – laatste zondag – Dag van het Park
- 31 – Werelddag zonder tabak, vanuit de WHO
- laatste woensdag of 1e woensdag in juni – Nationale Straatspeeldag
- eind mei of begin juni –  NFN Open dag Naaktrecreatie
- week voor Pinksteren (mei/juni) – Week van de Nederlandse Missionaris

### Juni
- Tweede Pinksterdag – Dag van het Kasteel
- 1-7 – 1e week – Week van het Huisdier
- 1-7 – 1e zaterdag – Dag van de Bouw, initiatief sinds 2006 van Bouwend Nederland
- 1 – Internationale Dag van de Kinderen
- 4 – Internationale dag van de kinderen die slachtoffer zijn van agressie
- 5 – Wereldmilieudag
- 7 – Tourette-dag
- 8 – Wereldoceanendag
- 12 – Internationale Dag tegen Kinderarbeid
- 13 – Internationale Dag van het Albinisme
- 14 – Bloeddonordag: de geboortedag van Karl Landsteiner, de ontdekker van de bloedgroepen
- 15-21 – 3e zondag in juni – Vaderdag
- 15-21 – 3e week – Week van het Platteland
- 15-21 – 3e week – Week van de Invasieve Exoten
- 15 – Internationale dag tegen Ouderenmishandeling
- 15 – Internationale dag van de wind
- 17 – Werelddag voor de bestrijding van woestijnvorming en droogte
- 19 – Wereld Sikkelceldag
- 20 – Wereldvluchtelingendag / Internationale Dag van de Vluchteling (sinds 2001 na 50-jarig bestaan Universele Verklaring Rechten van de Mens (en Verdrag over Status van Vluchtelingen)
- 21 – Dag van de wereldvrede en het gebed
- 21 – Internationale Go Skateboarding Day
- 21 – Wereldhumanismedag
- 21 – Internationale Dag van de Yoga
- 21 – Wereld ALS-dag
- 21 – Nationale dag van lange mensen
- 21 –  Nationale Toplessdag
- 22-28 – 4e zaterdag – Roze Zaterdag
- 24-30 – laatste zaterdag – Nederlandse Veteranendag
- 25 – Wereld Vitiligodag
- 26 – Internationale Dag ter bestrijding van misbruik van en onwettige handel in drugs
- 26 –  Internationale Dag van de Verenigde Naties voor slachtoffers van foltering
- 26 –  Dag van het Handvest van de Verenigde Naties
- 30 – Internationale Dag van de Planetoïde

### Juli
- 1-7 – 1e zaterdag – Internationale dag van de coöperatieven
- 1 – Ketikoti, nationale herdenking van de afschaffing van de slavernij
- 2 – Dag van de Vlag (Caraïben) (nationale feestdag op Curaçao)
- 7 – 1e zaterdag – Internationale Dag van de Coöperatieven
- 7 – Dag van het Sprookje
- 11 –  Wereldbevolkingsdag (UNFPA)
- 13 – Internationale Puzzeldag – geboortedag van Ernő Rubik[7]
- 15-21 – 3e maandag – Hoveniersmaandag
- 18 – Nelson Mandela-dag
- 20 juli t/m 20 augustus – hondsdagen
- 25-31 – Laatste vrijdag – Systeembeheerdersdag

### Augustus
- 1-7 – 1e week –  Sneekweek
- 1-7 – 1e zondag –  Vegan Potluck Day
- 1-7 – 1e vrijdag – Internationale Bierdag
- 7 – Internationale Dag van Transgender-rechten
- 9 – Dag van de inheemse volken
- 10 – Wereld Leeuwendag
- 12 –  Internationale Dag van de Jeugd (UNESCO)
- 13 – Internationale linkshandigendag
- 15 – Viering van het einde van de Tweede Wereldoorlog met inbegrip van Aziatische deel-herdenkingen / Japanse capitulatie[8]
- 15-21 - 3e maandag –  Hartjesdag
- 23 –  Internationale Dag ter Herinnering aan de Slavenhandel en de Afschaffing ervan (UNESCO)
- 24 – Naturalisatiedag
- 23-29 – Zondag dichtste bij 26 – Go Topless Day
- 30 – Internationale Dag van de Vermisten

### September
- Groene Maand, sinds 2000
- 1-7 – 1e dinsdag – Duurzame Dinsdag, sinds 1999
- 1-7 – 1e vrijdag – Dag van de verborgen armoede
- 1-7 – 1e zaterdag en zondag / weekeinde – Open Bedrijvenweekeinde
- 2 – Roodharigendag
- 6 – Bonaire-dag
- 8-14 – 2e week – Nationale Dansweek – Open avonden en demonstraties van alle vormen van dans
- 8-14 – 2e zaterdag – Internationale dag van de Eerste Hulp
- 8-14 – 2e zaterdag en zondag / weekeinde – Open Monumentendag
- 8-14 – 2e zaterdag en zondag / weekeinde – Landelijke Open Vrijwilligersweekeinde
- 8-14 – 2e week – Week van Lezen en Schrijven, voorheen Week van de Alfabetisering
- 8 –  Wereldalfabetiseringsdag (UNESCO)
- 8 – Dag van de Gelijke Beloning, ingesteld door de Nederlandse overheid sinds 2006 tot circa 2011. Werd later opgevolgd door de Equal Pay Day, met een variabele datum.[9]
- 9 – European Battery Recycling Day
- 10 – Internationale Dag ter voorkoming van Zelfdoding
- 11 – Nationale Ziekendag
- 13 (12 in een schrikkeljaar) – Programmeursdag (256e dag van het jaar)
- 14 – Wereld Eczeem Dag
- Op of rond 15 – Dag van de scheiding
- 15-21 – 3e week – Vredesweek
- 15-21 – 3e week – Week van de Vooruitgang – (N.B. in Vlaanderen/België: Week van Vervoering)
- 15-21 – 3e week – Week van het Landschap
- 15-21 – 3e week – Internationale Week van het Basisinkomen
- 15-21 – 3e week – Nationale Sportweek
- 15-21 – 3e dinsdag –  Prinsjesdag
- 15-21 – 3e zaterdag – Nederland Ontmoet (N.B.: zie ook 3e zaterdag in november) (?)
- 15-21 – 3e zaterdag – World Cleanup Day
- 15-21 – 3e donderdag – Dag van de pedagogisch professional
- 16 – Internationale Dag voor het behoud van Ozonlaag
- 21 – Internationale Dag van de Vrede, sinds 1981[10] – ook 1 januari
- 21 – Wereld Alzheimer Dag, sinds 1994
- 22-28 – 4e week – Vredesweek
- 22-28 – 4e week – Week van het Leren, sinds 2000 – (N.B.: vergelijk ook met 1e week in oktober: Nationale Onderwijsweek)
- 22-28 – 4e dinsdag – Dag van de Thuiszorg
- 22-28 – 4e zaterdag – Werelddovendag
- 22-28 – 4e zaterdag – Burendag
- 15-28 – 3e of 4e zondag – Landelijke Autovrije Zondag – (N.B.: in 2006/2007/2008/2009/2010: 3e zondag in september. In Europa altijd 22 september[11][12])
- 22 – Europese Autovrije Dag
- 23 – Wereld Bi Dag
- Eind september op een woensdag - Nationale Kraanwaterdag
- 24-30 – Eén dag in laatste weekend – Dress Red Day
- 24 – Nationale St. Joost-dag
- 26 – Internationale Dag voor het Onbekende Kind (Roses for Children – Stichting Roos)

### Oktober
- Maand van de Geschiedenis – tot 2011 Week van de Geschiedenis (2004)
- Borstkankermaand (2006)
- Stoptober (sinds 2014)
- week in september of oktober – Kinderboekenweek (Kinderboekentiendaagse), sinds 1954
- 1-12 – 1e en eventueel 2e week – Week van de Toegankelijkheid, sinds 2000. Mensen met een beperking moeten – net als ieder ander – gebruik kunnen maken van openbare gebouwen, de openbare weg, woningen, vervoer en het internet.
- 1-7 – 1e week – Nationale Onderwijsweek, sinds 2003 (?) – (N.B. vergelijk ook met 4e week in september: Week van het Leren)
- 1-7 – 1e week – Week van de Democratie
- 1-7 – 1e maandag – Wereld Habitat Dag
- 1-7 – 1e zaterdag – Nationale Kringloopdag
- 1 – Internationale Dag van de Koffie
- 1 –  Internationale Muziekdag (UNESCO)
- 1 – Internationale dag van de ouderen
- 1 – Wereld Urticariadag
- 4 – Werelddierendag
- 5 –  Dag van de Leraar (UNESCO)
- 5 – Actiedag 'Meld Geweld'
- 6 – Dyslexiedag
- 9 – Sinds 2014 wordt er jaarlijks op 9 oktober 'Nationale Krokettendag' gevierd. Ingesteld naar aanleiding van het (postuum) verschijnen van 'Het Krokettenboek' van culinair journalist Johannes van Dam (9 oktober 1946 - 18 september 2013). http://www.beleven.org/feest/nationale_krokettendag
- 8-14 – 2e woensdag – Internationale dag voor de beperking van natuurrampen
- 8-14 – 2e donderdag – Nationale Integratiediner
- 8-14 – 2e zaterdag – Internationale Dag van de Palliatieve Zorg
- 10 – Dag van de Duurzaamheid
- 10 – Werelddag van de Geestelijke Gezondheid (sinds 1997 ook Landelijke Dag voor de Psychische Gezondheid en ondersteund door MIND (voorheen Fonds Psychische Gezondheid)
- 10 –  Internationale Dag voor de beperking van Natuurrampen (UNESCO)
- 10 – Curaçaodag (nationale feestdag van Curaçao)
- 10-17 – Week van de Dolfijn, in kader van (Internationaal) Jaar van de Dolfijn in 2007
- 11 – Nationale Coming-Outdag, waarop homoseksuelen uit de kast kunnen komen
- 11 –  Wereldmeisjesdag (VN)
- 12 – Wereld Reumadag
- 13 – Dag van het pak
- 13 – Wereld Trombose Dag
- 13 &  14 – weekeinde van de Dolfijn
- 14 – Wereld Normalisatiedag (World Standards Day)
- 15 – Wittestokkendag (genoemd naar de blindenstok)
- 15 – Global Handwashing Day (internationale aandacht voor handen wassen sinds 2008)
- 15 – Wereld Spina Bifida en Hydrocephalus Dag
- 15-22 – 3e week – WetenWeek
- 16 – Wereldvoedseldag (en Wereldmaaltijd-dag (sinds 1991 door Omslag)) en sinds 2006 Wereldbrooddag
- 16 – Wereld-anesthesiedag (de eerste openbare en gelukte ethernarcose in 1846 door William Morton)
- 16 – Internationale Reanimatiedag[13]
- 16 – Nationale dag van de baas (werkgever)
- 17 – Internationale Dag voor bestrijding van armoede – Wereldarmoededag
- 17 – Dag van krachtenbundeling tegen stofwisselingsziekten
- 17 – Dag van de Dolfijn (in Noordwijk aan Zee)
- 18 – Europese dag tegen de mensenhandel – Europese Commissie
- 21 – Antillendag (voor Nederlandse Antillen)
- 21 – Internationale_Dag_van_de_Nacho
- 22-28 – 4e zondag – Nationale Bijbelzondag
- 24 –  Dag van de Verenigde Naties (24 oktober 1945: oprichting van Verenigde Naties)
- 24 – Wereldinformatiedag over ontwikkelingsvraagstukken
- 25-31 – nacht voor de laatste zondag – Nacht van de Nacht, als de zomertijd eindigt
- 25-31 – laatste week – Bijbel10daagse
- 27 – Wereld Ergotherapiedag
- 29 – Wereld Psoriasisdag
- 31 – Hervormingsdag ook wel Lutherdag genoemd.

### November
- Gedurende deze maand – Movember
- Gedurende deze maand – No Nut November
- 1-7 – 1e woensdag in november – Dankdag voor Gewas en Arbeid (vanuit protestants-christelijke traditie)
- 1-7 – 1e zaterdag in november – Natuurwerkdag
- 1 – Wereld Veganismedag / World Vegan Day (Nederlandse Vereniging voor Veganisme)
- 3 – Werelddag van de man
- 6 –  Internationale dag voor de preventie van aantasting van het milieu bij gewapende conflicten
- 8-14 – 2e week – Week van Respect
- 8-14 – 2e vrijdag – start Week van de Chronisch Zieken
- 8 – Dag van de stralende beroepen. Naar de op 8 november 1895 ontdekte straling door Wilhelm Röntgen.
- 9 – Internationale Dag tegen Fascisme en Antisemitisme, herdenking Kristallnacht, Val van de Berlijnse Muur in 1989
- 9 – Dag van de Uitvinders
- 10 – Dag van de Mantelzorg
- 11 – Internationale Dag van de Wetenschap
- 14 – Wereld Diabetesdag
- 15-21 – 3e vrijdag – Dag van de Ondernemer[14]
- 15-21 – 3e zaterdag – Nederland Ontmoet (N.B. zie ook 3e zaterdag in september)
- 16 –  Internationale Dag van de Tolerantie, sinds 1995 vanuit UNESCO
- 17 – Dag van de vroeggeboorte (World Prematurity Day)
- 19 – Internationale Mannendag
- 19 –  Wereldtoiletdag – VN, voor betere sanitaire voorzieningen
- 20 – Internationale Dag voor de Rechten van het Kind
- 20 – Internationale Transgender Gedenkdag
- 21 – Wereld televisie-dag
- 24-30  – laatste zaterdag in november – Niet-Winkeldag (internationale actiedag uit protest tegen de westerse consumptiecultuur)
- 25 –  Internationale Dag voor de Uitbanning van Geweld tegen Vrouwen
- Vanaf 26 – Week van Reflectie
- 29 – Internationale dag van solidariteit met het Palestijnse volk
- 29 – Sint Pannekoek
- 30 – Internationale Dag van de Computerveiligheid(?)

### December
- 1 – Wereldaidsdag
- 2 –  Internationale Dag tegen uitbuiting en onderdrukking van en handel in personen (en afschaffing van slavernij)
- 3 – Internationale Dag van Gehandicapten
- 5 of 7 – Internationale Vrijwilligersdag
- 5 – Sinterklaasavond
- 7 – (Internationale) Dag van Burgerluchtvaart
- 8-14 – 2e donderdag – Dag van de vrachtwagenchauffeur
- 8-14 – 2e vrijdag – Paarse Vrijdag
- 8-14 – 2e zondag – Wereldlichtjesdag, om 19.00 uur plaatselijke tijd worden er kaarsen aangestoken ter nagedachtenis aan overleden en vermiste kinderen.
- 10 – Internationale Dag van de Mensenrechten
- 10 – Dag van de Dierenrechten
- 14 – Dag van de Aap
- 15 – Koninkrijksdag De viering van het tekenen van het koninkrijksstatuut van het Koninkrijk der Nederlanden
- 15 – Dag van het Esperantoboek
- 18 –  Internationale Dag van de Migrant, sinds 2000 uitgeroepen door de VN
- 18 t/m 24 – Week van gezamenlijke nationale radio-, tv- en internetactie tegen stille rampen voor 3FM Serious Request
- 20 –  Internationale dag van de menselijke solidariteit
- 29 – Internationale dag van de biologische diversiteit

## Verwante onderwerpen
- Themajaar
- Feest- en gedenkdagen
- Europees Jaar
- Lijst van landelijke evenementen in Nederland